# Beckley (East Sussex)
Beckley is een civil parish in het bestuurlijke gebied Rother, in het Engelse graafschap East Sussex met 1037 inwoners.

## Geboren in Beckley
- Maria Ann Smith, beter bekend als Granny Smith

## Afbeeldingen

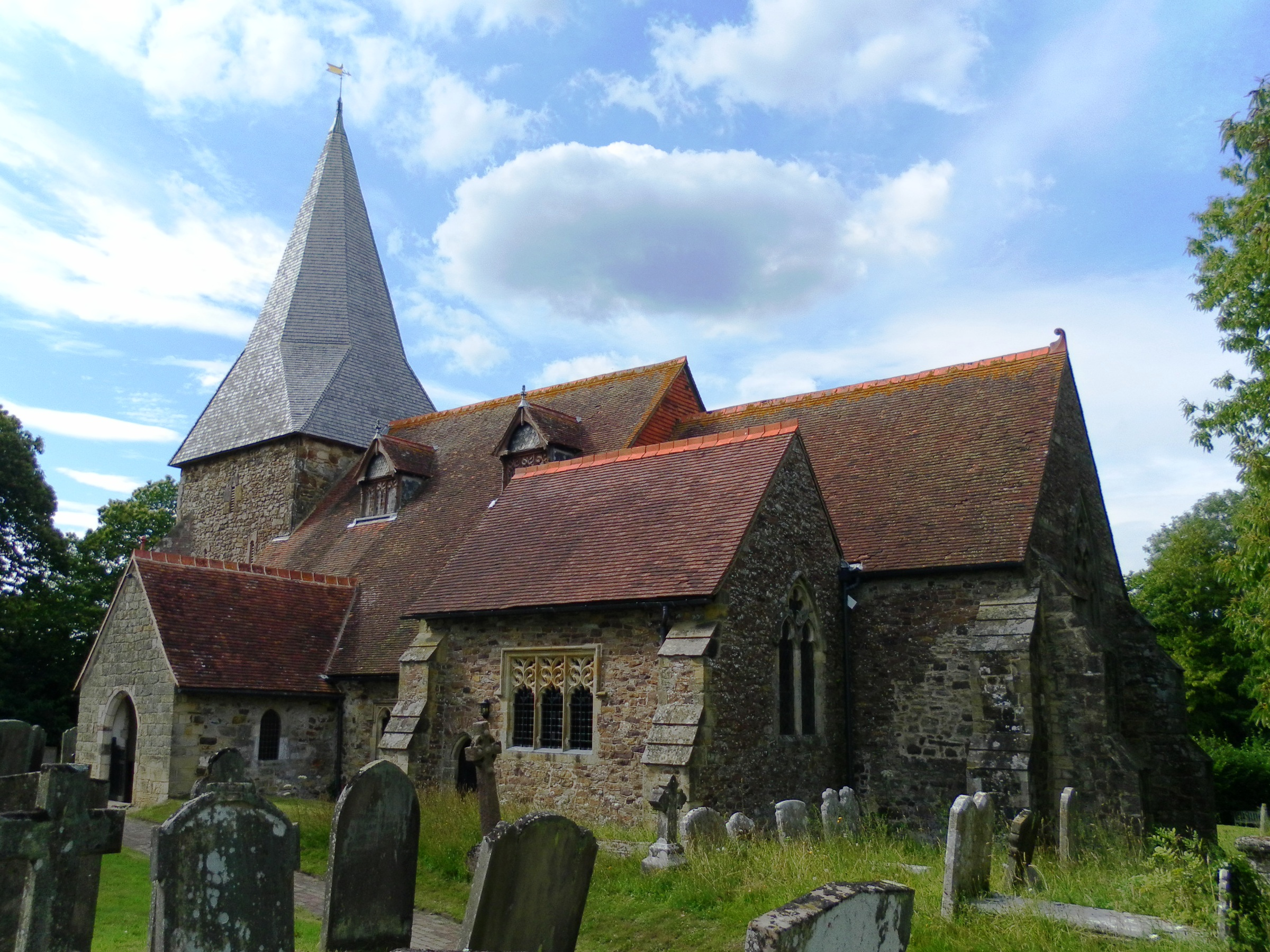
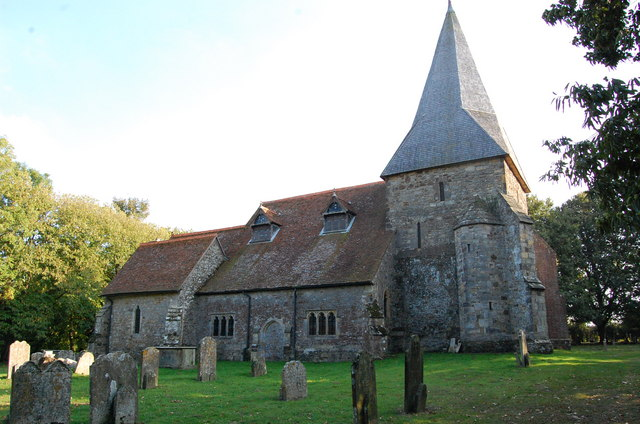
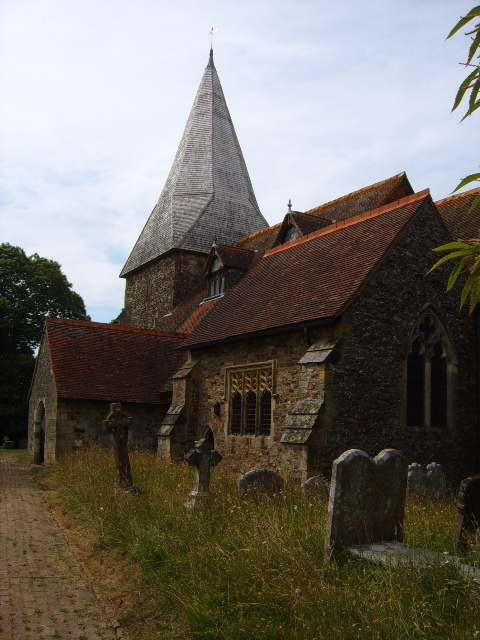